# Jeremies III
Jeremies III (en grec Ιερεμίας Γ') va ser patriarca de Constantinoble dues vegades, la primera del 1716 al 1726 i la segona els anys 1732 i 1733.
Havia nascut a Patmos, i va ser metropolità de Cesarea de Capadòcia. Va ser nomenat patriarca de Constantinoble el 23 de març de 1716. Durant el seu primer patriarcat va sofrir dos intents de deposició, però se'n va sortir. Segurament aquests intents responien a la seva defensa del Tsarat Rus, ja que va recolzar Pere I de Rússia que volia acontentar el Patriarca de Moscou que defensava que els protestants batejats no havien de tornar-se a batejar si es convertien a la fe ortodoxa. La influència dels governants de Moldàvia va aconseguir que fos deposat i va marxar a l'exili al monestir del Mont Sinaí.
El 1732 va tornar a Constantinoble i va aconseguir de recuperar la seu del Patriarcat, però massa vell, va veure que ja no podia governar i es va retirar al Monestir de la Gran Laura, on va morir el 1735.